# Achillea ptarmica
Il millefoglio palustre (nome scientifico Achillea ptarmica L., 1753) è una specie di pianta angiosperma dicotiledone della famiglia delle Asteraceae (sottofamiglia Asteroideae, tribù Anthemideae (Eurasian grade) e sottotribù Matricariinae).

## Etimologia
La tradizione (trasmessa a noi da Plinio) vuole che Achille curò alcune ferite dei suoi compagni d'arme, nell'assedio di Troia, con tale pianta; da qui il nome del genere (Achillea). Sembra che sia stato Chirone (suo maestro) ad informarlo delle capacità cicatrizzanti della pianta. Il termine specifico deriva dal verbo greco "ptarnysthai" che significa "starnutire" per la sua capacità, in polvere, di sollecitare lo starnuto se introdotta nella cavità nasale.
Il nome scientifico della specie è stato definito dal botanico Carl Linnaeus (1707-1778) nella pubblicazione " Species Plantarum" ( Sp. Pl. 2: 898) del 1753.

## Descrizione

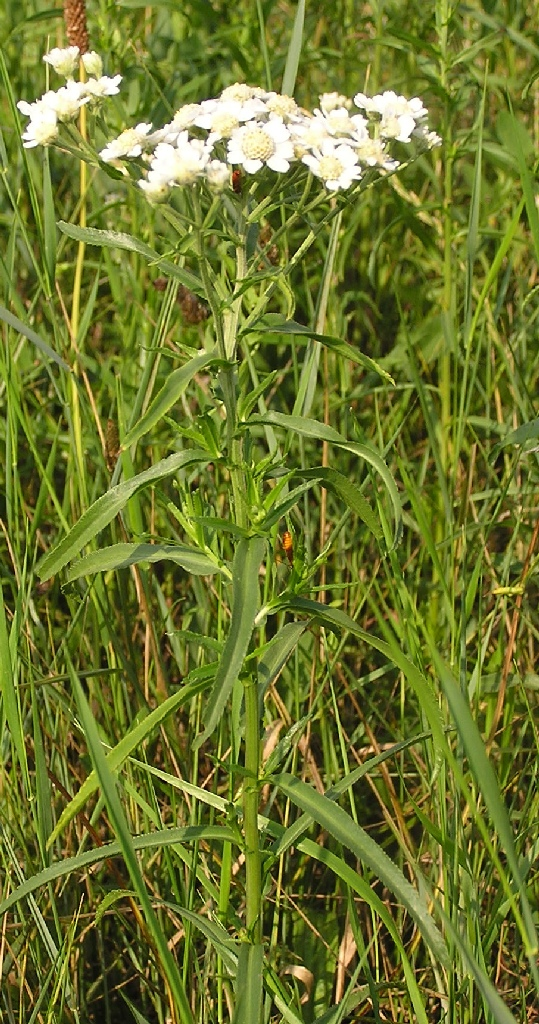
Il portamento

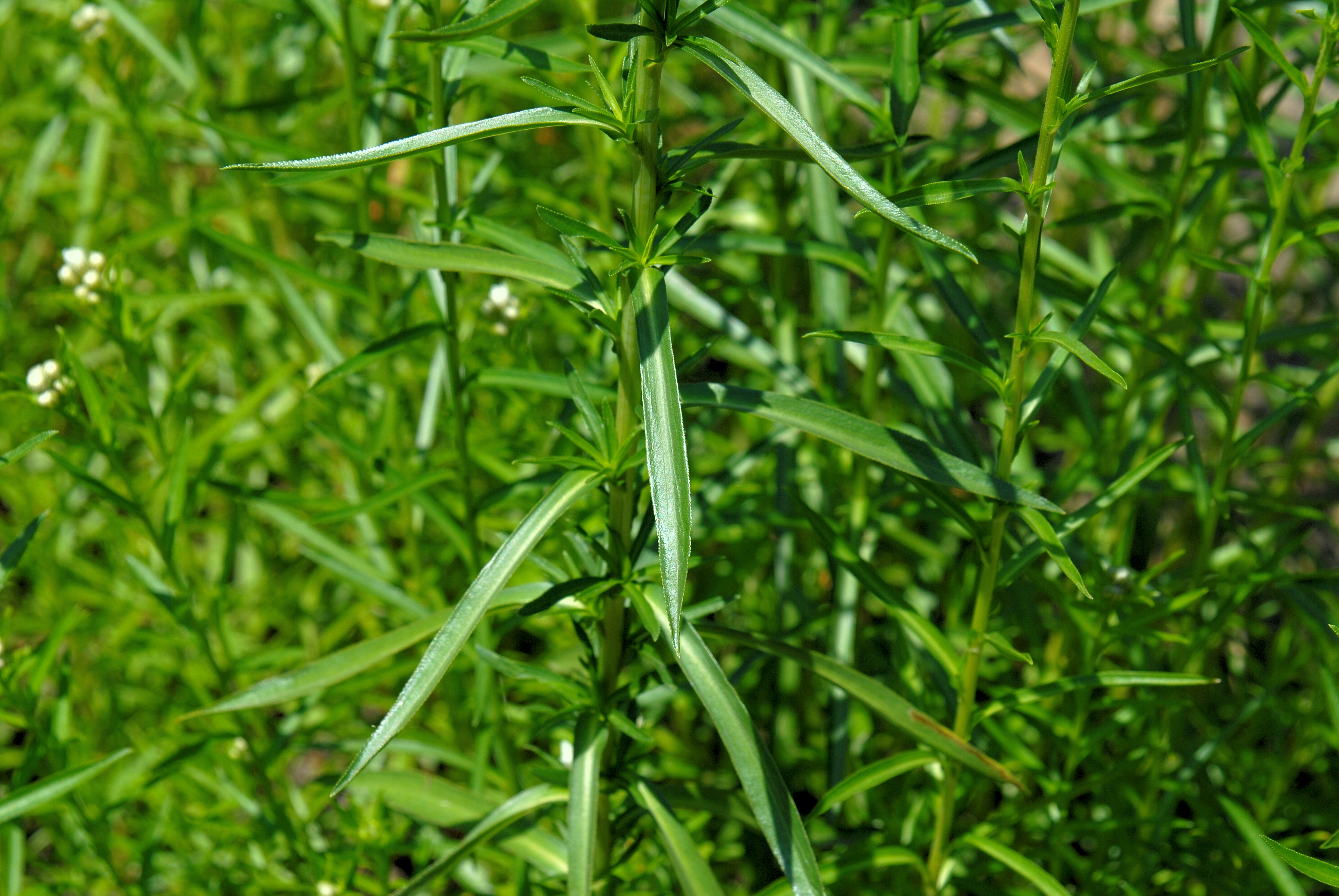
Le foglie

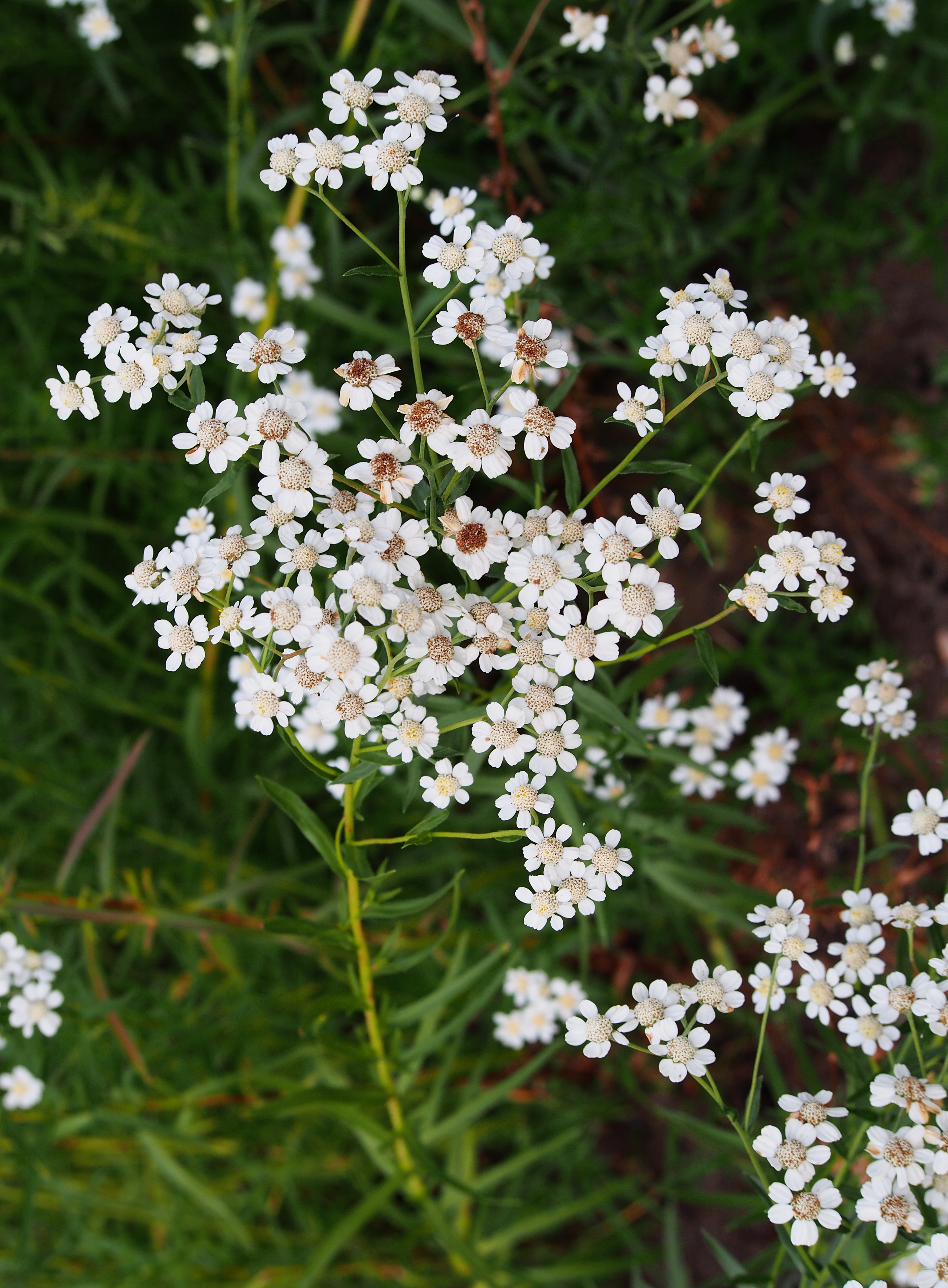
Infiorescenza

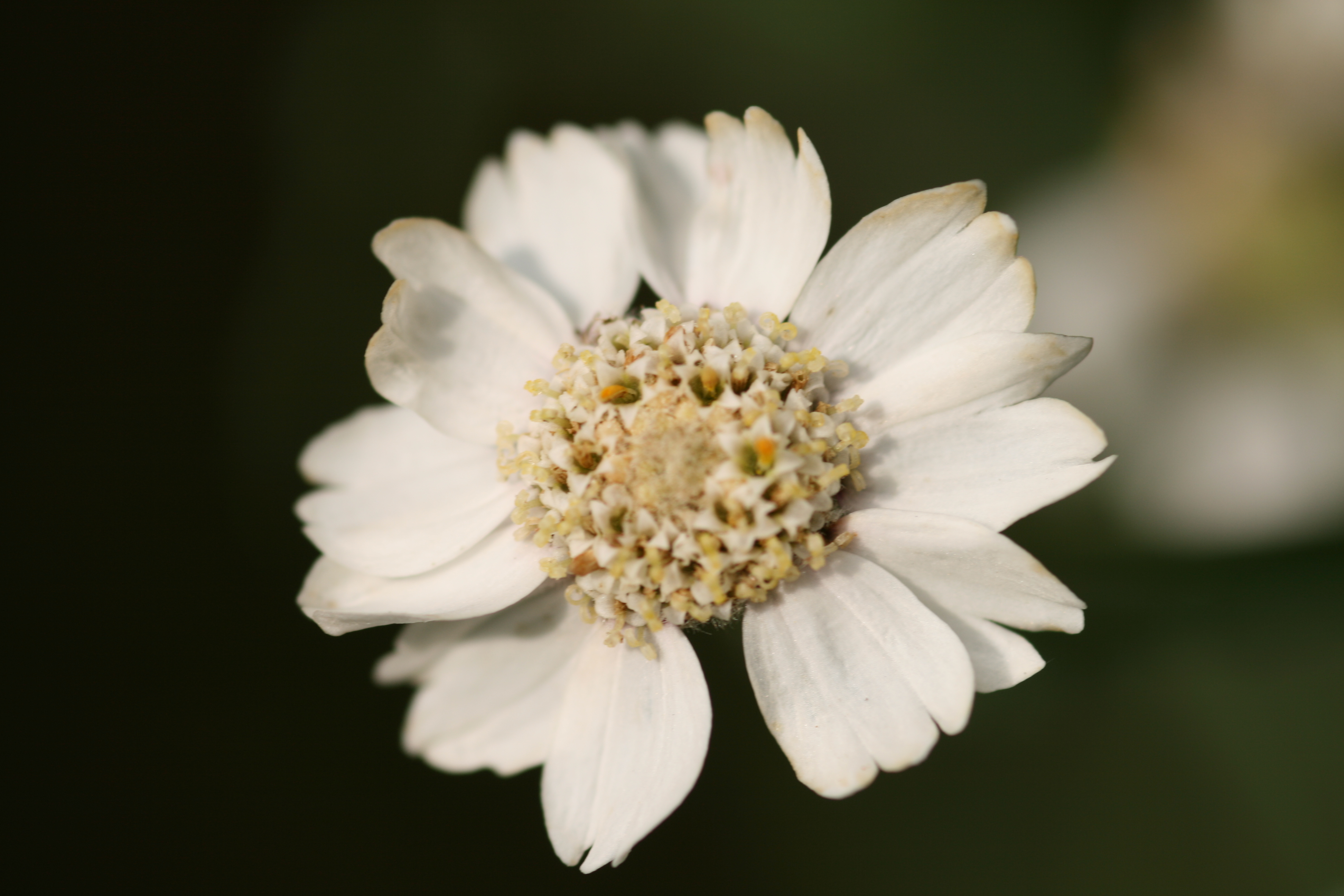
I fiori

Portamento. La specie di questa voce è una pianta erbecea perenne con indumento a peli basifissi. La forma biologica viene definita come emicriotifita scaposa (H scap), ossia sono piante erbacee perenni con gemme svernanti al livello del suolo e protette dalla lettiera o dalla neve; sono inoltre dotate di un rizoma orizzontale strisciante dal quale partono diversi fusti semplici.
Radici. Le radici sono secondarie da rizoma.
Fusto. I fusti ipogei sono dei brevi rizomi orizzontali con stoloni epigei; mentre la parte epigea è eretta e angolosa. In generale l'aspetto delle piante è densamente cespitoso. Il gambo del millefoglio palustre si ramifica, così come si distribuiscono le sue foglie nei vari livelli del gambo, seguendo la successione di Fibonacci.. I millefoglio palustre sono piante alte da 20 a 60 cm. 
Foglie. Le foglie sono sessili e disposte a spirale. Sono lineari-lanceolate o strettamente triangolari-allungate con contorno minutamente seghettato; la superficie è subglabra. Dimensione delle foglie: 3-5 x 30-50 mm.
Infiorescenza. Le sinflorescenze sono formate da 6-12 grossi capolini raccolti irregolarmente in modo corimboso. Le infiorescenze vere e proprie sono composte da un capolino terminale peduncolato di tipo radiato. I capolini sono formati da un involucro, con forme da emisferiche appiattite, composto da diverse brattee, al cui interno un ricettacolo fa da base ai fiori di due tipi: fiori del raggio e fiori del disco. Le brattee, con forme da oblunghe, ovate a oblanceolate o lanceolate con nervature centrali evidenti e a consistenza erbacea (scariose scure ai margini), sono disposte in modo più o meno embricato su più serie (da 2 a 3). Il ricettacolo è piatto o da emisferico a conico, ed è provvisto di pagliette trasparenti a protezione della base dei fiori.  Dimensione dell'involucro: larghezza 5–7 mm; lunghezza 4-5 mm. Diametro dei capolini: 12–17 mm.
Fiori.  I fiori sono tetra-ciclici (formati cioè da 4 verticilli: calice – corolla – androceo – gineceo) e pentameri (calice e corolla formati da 5 elementi). Si distinguono in:
- fiori del raggio (esterni): da 8 a 13 per capolino, sono femminili, fertili e sono disposti su una serie; la forma è ligulata (zigomorfa); a volte possono mancare o essere sterili;
- fiori del disco (centrali): sono più numerosi con forme brevemente tubulose (attinomorfe); sono ermafroditi e fertili.

- Formula fiorale:

*/x K {\displaystyle \infty }, [C (5), A (5)], G 2 (infero), achenio
- Calice: i sepali del calice sono ridotti ad una coroncina di squame.

- Corolla:

- fiori del raggio: la forma della corolla alla base è piatta/tubulosa, mentre all'apice è ligulata; la ligula può terminare con 3 denti/lobi o in modo subrotondo; il colore è bianco; lunghezza delle ligule: 3-5 mm.
- fiori del disco: la forma della corolla è tubulare bruscamente divaricata in 5 lobi ed è lievemente zigomorfa in quanto due lobi sono più larghi degli altri; i lobi, patenti o eretti, hanno una forma deltata; il colore varia da giallastro a bianco-grigiastro.

- Androceo: l'androceo è formato da 5 stami (alternati ai lobi della corolla) sorretti da filamenti generalmente liberi con un collare a forma di balaustra; gli stami sono connati e formano un manicotto circondante lo stilo. Le antere possono essere sia di tipo basifissa che medifissa (ossia attaccate al filamento per la base – nel primo caso; oppure in un punto intermedio – nel secondo caso).[15] Questa caratteristica ha valore tassonomico in quanto distingue i generi gli uni dagli altri. Il tessuto endoteciale (rivestimento interno dell'antera) non è polarizzato. Il polline è sferico con un diametro medio di circa 25 micron;  è tricolporato (con tre aperture sia di tipo a fessura che tipo isodiametrica o poro) ed è echinato (con punte sporgenti).

- Gineceo: l'ovario è infero uniloculare formato da 2 carpelli. Lo stilo (il recettore del polline) è profondamente bifido (con due stigmi divergenti) e con le linee stigmatiche marginali separate o contigue. I due bracci dello stilo hanno una forma troncata e possono essere papillosi o ricoperti da ciuffi di peli.

- Antesi: da luglio a settembre.

Frutti. I frutti sono degli acheni, formati da minuscole cipsele (1,5 mm); sono privi di pappo. La forma è compressa quasi appiattita.

## Biologia
Impollinazione: tramite insetti (impollinazione entomogama tramite farfalle diurne e notturne).
 Questi fiori sono visitati dalle api, per il nettare ed il polline.

Riproduzione: la fecondazione avviene fondamentalmente tramite l'impollinazione dei fiori.

Dispersione: i semi cadono a terra e vengono dispersi soprattutto da insetti come formiche (disseminazione mirmecoria). Un altro tipo di dispersione è zoocoria: gli uncini delle brattee dell'involucro (se presenti) si agganciano ai peli degli animali di passaggio che portano così i semi anche su lunghe distanze. Inoltre per merito del pappo (se presente) il vento può trasportare i semi anche per alcuni chilometri (disseminazione anemocora).

## Distribuzione e habitat

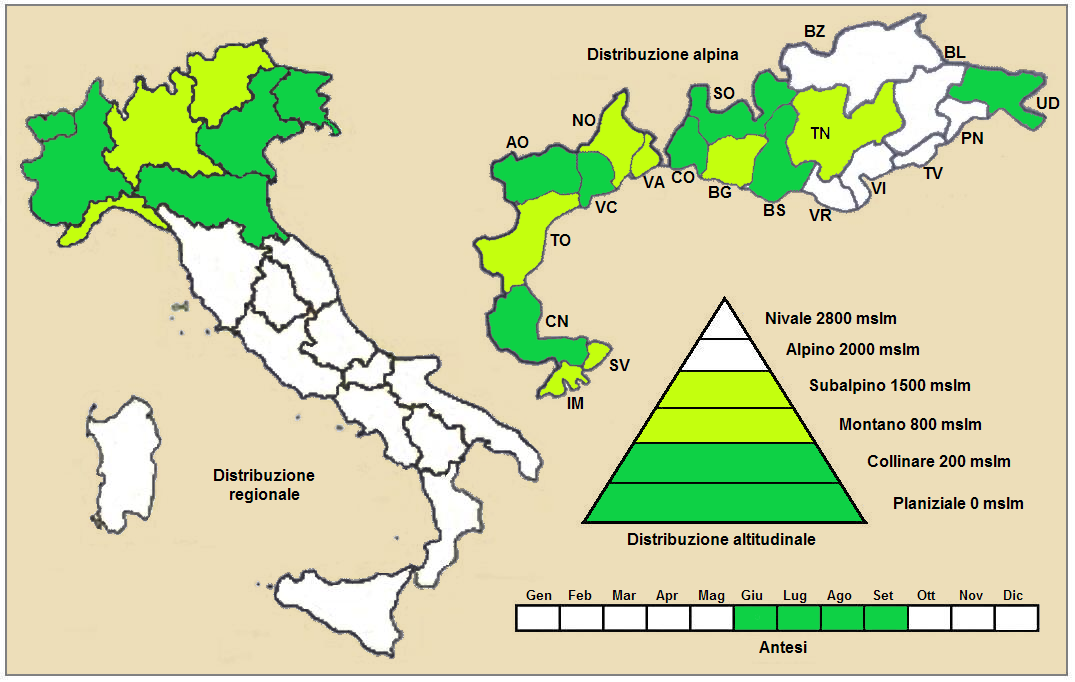
Distribuzione della pianta (Distribuzione regionale – Distribuzione alpina)

Geoelemento: il tipo corologico (area di origine) è  Euro-Siberiano. Zone fredde o temperato-fredde dell'Eurasia.

Distribuzione: in Italia è rara e si trova solo al nord soprattutto nelle zone alpine. Fuori dall'Italia, sempre nelle Alpi, questa specie si trova in Francia, Svizzera e Austria. Sugli altri rilievi collegati alle Alpi è presente nella Foresta Nera, Monti Vosgi, Massiccio del Giura, Massiccio Centrale, Pirenei e Carpazi. Altrove si trova in Europa, Giappone, Kamchatka e Isole Curili.

Habitat: l'habitat tipico di questa specie sono le paludi, i prati umidi vicino a zone acquose. Il substrato preferito è calcareo ma anche siliceo con pH acido, medi valori nutrizionali e terreno secco.

Distribuzione altitudinale: sui rilievi alpini queste piante si possono trovare fino a 1600 m s.l.m.; frequentano quindi i seguenti piani vegetazionali: collinare e montano (oltre a quello planiziale – a livello del mare).. 

## Fitosociologia

### Areale alpino
Dal punto di vista fitosociologico alpino la specie di questa voce appartiene alla seguente comunità vegetale:
Formazione: comunità delle macro- e megaforbie terrestri
Classe: Molinio-Arrhenatheretea
Ordine: Molinietalia caeruleae

## Sistematica
La famiglia di appartenenza di questa voce (Asteraceae o Compositae, nomen conservandum) probabilmente originaria del Sud America, è la più numerosa del mondo vegetale, comprende oltre 23.000 specie distribuite su 1.535 generi, oppure 22.750 specie e 1.530 generi secondo altre fonti (una delle checklist più aggiornata elenca fino a 1.679 generi). La famiglia attualmente (2021) è divisa in 16 sottofamiglie; la sottofamiglia Asteroideae è una di queste e rappresenta l'evoluzione più recente di tutta la famiglia.

### Filogenesi
Il gruppo di questa voce è descritto nella tribù Anthemideae, una delle 21 tribù della sottofamiglia Asteroideae). In base alle ultime ricerche nella tribù sono stati individuati (provvisoriamente) 4 principali lignaggi (o cladi): "Southern hemisphere grade", "Asian-southern African grade", "Eurasian grade" e "Mediterranean clade". Il genere Achillea (insieme alla sottotribù Matricariinae) è incluso nel clade Eurasian grade.
Il genere Achillea contiene oltre un centinaio di specie per cui è stato suddiviso in 5 sezioni. La specie di questa voce fa parte della sezione Santolinoideae (DC.) Heimerl.
Nella "Flora d'Italia" le specie spontanee di Achillea sono suddivise in due sottogeneri, 7 sezioni e alcuni aggregati.  A. ptarmica appartiene alla seconda sezione caratterizzata da inflorescenze a forma di corimbi, 6 - 12 fiori ligulati per capolino e da foglie intere o dentate (non divise).
I caratteri distintivi della specie di questa voce sono:
- la disposizione delle foglie è spiralata;
- contorno delle foglie è minutamente seghettato.

Il numero cromosomico delle specie di questa voce è: 2n = 18.

### Variabilità
Per questa specie sono riconosciute le seguenti sottospecie:
- Achillea ptarmica subsp. macrocephala (Rupr.) Heimerl, 1884 - Distribuzione: Kamchatka e Isole Curili.
- Achillea ptarmica subsp. ptarmica - Distribuzione: Europa

### Sinonimi
Sono elencati alcuni sinonimi per questa entità:
- Achillea sylvestris Gray
- Ptarmica vulgaris  Hill